# Pteropus conspicillatus
La volpe volante dagli occhiali (Pteropus conspicillatus Gould, 1850) è un pipistrello appartenente alla famiglia degli Pteropodidi, diffuso in Australia, Nuova Guinea e Isole Molucche.

## Descrizione

### Dimensioni
Pipistrello di grandi dimensioni, con la lunghezza della testa e del corpo tra 259 e 324 mm, la lunghezza dell'avambraccio tra 157 e 190 mm,  e un peso fino a 1,057 kg.

### Aspetto
La pelliccia è corta e schiacciata sul dorso. Il colore del corpo è uniformemente nerastro, mentre la nuca, le spalle, i lati del collo, intorno agli occhi ed ai lati del muso sono di un contrastante color giallo paglierino. Nei maschi i peli del mantello sono più rigidi ed untuosi. Il muso è lungo ed affusolato, gli occhi sono grandi e l'iride è marrone. Le orecchie sono moderatamente lunghe e con una concavità sul bordo posteriore appena sotto la punta. La tibia è priva di peli. Le membrane alari sono nerastre ed attaccate sul dorso. È privo di coda, mentre l'uropatagio è ridotto ad una sottile membrana lungo la parte interna degli arti inferiori. Gli artigli sono neri.  La sottospecie P.c. chrysauchen ha una dentatura più robusta e la maschera facciale meno pronunciata.

## Biologia

### Comportamento
Si rifugia sugli alberi dove forma grandi colonie. Diventa attiva al tramonto.

### Alimentazione
Predilige i frutti di colore chiaro delle foreste pluviali, che sono altamente visibili anche di notte. La sua dieta comprende, in misura minore, anche fiori.

### Riproduzione
Le femmine danno alla luce un piccolo all'anno, tra ottobre e dicembre. L'aspettativa di vita in cattività è fino a 17 anni.

## Distribuzione e habitat
Questa specie è diffusa in Australia, Nuova Guinea e Isole Molucche.
Vive nei boschi di paludi, mangrovie e foreste tropicali umide, in aree sia primarie che disturbate, fino a 200 metri di altitudine.
Sono state osservate colonie anche in città della Papua Nuova Guinea (Madang) e dell'Australia.

## Tassonomia
In accordo alla suddivisione del genere Pteropus effettuata da Andersen, P. conspicillatus è stato inserito nello  P. conspicillatus species Group, insieme a P. ocularis. Tale appartenenza si basa sulle caratteristiche di non avere un ripiano basale nei premolari e sulla presenza di aree circumoculari più brillanti.
Sono state riconosciute due sottospecie:
- P. c. conspicillatus: costa nord-orientale dell'Australia, coste della Nuova Guinea orientale, isola di Vokeo, isola di Yule; Isole di D'Entrecasteaux: Isola Fergusson, isola Goodenough, Isola Normanby; Isole Louisiade: Grange, Hull, Rossel, Tagula; Isole Trobriand: Alcester, Kiriwina, Woodlark; Isole dello Stretto di Torres: Nepean;
- P. c. chrysauchen (Peters, 1862): Isole Molucche settentrionali: Halmahera, Bacan, Ternate, Tidore, Morotai, Obi, Bisa, Gebe, Gag; Isole Raja Ampat: Batanta, Salawati, Misool, Waigeo; Isole Schouten: Yapen, Biak-Supiori, Owii; coste della Nuova Guinea occidentale.

Altre specie simpatriche dello stesso genere: P. caniceps, P. personatus, P. hypomelanus, P. chrysoproctus, P. pohlei, P. neohibernicus, P. macrotis, P. scapulatus e P. alecto.

## Conservazione
La IUCN Red List, considerato il vasto areale e la popolazione numerosa, classifica P. conspicillatus come specie a rischio minimo (Least Concern)).

La CITES ha inserito questa specie nell'appendice II.